# Грабовский, Стефан
Стефан Грабовский (пол. Stefan Grabowski; 24 июня 1767 — 4 июня 1847) — военный и государственный деятель Великого княжества Литовского, Герцогства Варшавского и Царства Польского, дивизионный генерал армии Царства Польского (1826). Один из руководителей восстания Т. Костюшко в Литве (1794).

## Биография
Представитель шляхетского рода Грабовских герба «Окша». Сын генерал-майора литовских войск Томаша Мариана Грабовского (ок. 1720 — 1771) и Дороты Оттенхаузен.
В 1771-1775 годах Стефан Грабовский учился в Варшавской рыцарской школе (кадетском корпусе), после обучения получил чин хорунжего литовской армии, затем служил в 7-м литовском полку. В 1792 году принял участие в русско-польской войне в чине полковника, отличился в боях под Миром и Брестом. После победы Тарговицкой конфедерации остался на службе в литовской армии. В 1793 году присоединился к подготовке восстания в Вильно.
В 1794 году Стефан Грабовский принял деятельное участие в польском восстании под руководством Тадеуша Костюшко. В апреле 1794 года он с повстанческий отрядом прибыл под Вильно и вынудил русские войска покинуть литовскую столицу. В составе повстанческой армии под командованием Якуба Ясинского участвовал в боях с русскими под Солами и Полянами. В июле 1794 года принял участие в обороне Вильно. В конце августа 1794 года Стефан Грабовский возглавил смелый рейд 2-тысячного отряда повстанцев на окрестности Минска и Могилева (Ораны — Койданов — Пуховичи — Бобруйск — Любань). По дороге к его отряду примкнули мелкая шляхта и крестьяне. Однако 4 сентября в бою под Любанью был разбит и вынужден был капитулировать.
Русское правительство выслало Стефана Грабовского в Костромскую губернию. В 1796 году новый российский император Павел I Петрович предоставил амнистию всем польским повстанцам, в том числе С. Грабовскому. В 1798 году получил прусский графский титул.
Во время вторжения Наполеона в Россию в 1812 году Стефан Грабовский перешёл на сторону французов и присоединился к Конфедерации Королевства Польского. Был избран берестейским маршалком и должен был собрать добровольческий отряд. В звании генерал-майора возглавил военный комитет в Вильно и стал командиром 12-го пехотного полка армии Герцогства Варшавского. После отступления Наполеона из России Стефан Грабовский вместе с Юзефом Понятовским сражался в рядах французской армии против союзников. В 1813 году в битве под Лейпцигом был взят в плен, но затем был амнистирован императором Александром I и вернулся на родину.
При поддержке князя Адама Чарторыйского Стефан Грабовский сохранил воинский чин и вошёл в состав администрации Царства Польского. С 1815 года командовал пехотной бригадой в армии Царства Польского, с 1816 году — директор генеральной военной комиссии. При поддержке великого князя Константина Павловича в 1820 году стал министром-статс-секретарём Царства Польского. Защищал интересы Польши. В 1826 году стал дивизионным генералом армии Царства Польского. Участвовал в русско-турецкой войне (1828—1829), с 1839 года вышел в отставку.
В 1830 году в начале польского восстания Стефан Грабовский уехал в Санкт-Петербург. После подавления восстания в качестве министра-секретаря стал членом временного правительства Царства Польского, созданного Россией. С 1832 года — член государственного совета Царства Польского.
От брака с Н. Гладковской детей не имел.

## Награды
Царство Польское
- Орден Белого орла (1830)[1]
- Орден Святого Станислава 1-й степени (1820)[2]
- Орден Святого Станислава 2-й степени (1818)[2]

Российская империя
- Орден Святого Владимира 1-й степени
- Орден Святого Александра Невского (12 декабря 1823)
- Алмазные знаки к ордену Святого Александра Невского (5 октября 1840)
- Орден Святой Анны 1-й степени (12 декабря 1823)[3]
- Знак отличия «XXV лет беспорочной службы» (1830)[1]